# Clinceni
Clinceni é uma comuna romena localizada no distrito de Ilfov, na região de Muntênia. A comuna possui uma área de 23.67 km² e sua população era de 4432 habitantes segundo o censo de 2007.